# NTT東日本-秋田

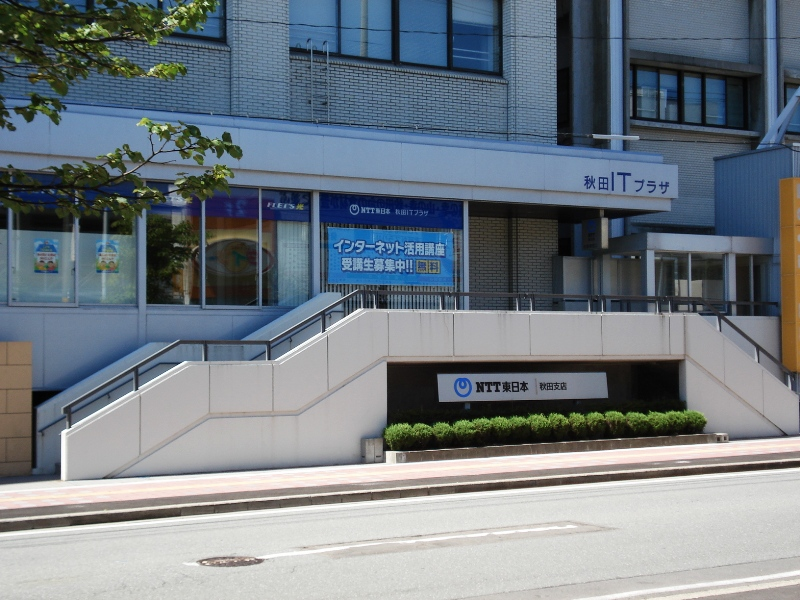
秋田ITプラザ ANPR

株式会社NTT東日本-秋田（エヌティティひがしにほん-あきた）は、かつて存在したNTT東日本の業務を受託した都道県地域会社の1つである。秋田県秋田市に本社を置いていた。

## 概要
2001年にNTTが発表した「NTT東西の構造改革について」に基づき、NTT東日本各支店の業務を都道県地域会社へ委託することになり、2002年、NTT東日本秋田支店においては設備系の「株式会社エヌ・ティ・ティエムイー秋田」、営業系の「株式会社エヌ・ティ・ティサービス秋田」、共通系の「株式会社エヌ・ティ・ティビジネスアソシエ秋田」の3社が設立。それぞれの会社が秋田支店からの業務を受託した。
2005年には都道県地域会社の統合により、「株式会社エヌ・ティ・ティエムイー秋田」を存続会社として3社が合併し、「株式会社NTT東日本-秋田」が設立。営業、設備、共通の他、秋田支店の法人営業部の業務も受託した。
2014年に、株式会社NTT東日本-青森、株式会社NTT東日本-岩手、株式会社NTT東日本-山形、株式会社NTT東日本-福島とともに、株式会社NTT東日本-宮城に吸収合併され、株式会社NTT東日本-東北となった。

## 組織
NTT東日本秋田支店長が代表取締役社長を兼任。また、秋田支店の各担当部長がNTT東日本-秋田の部長を兼任していた。

## 拠点
- 本社・秋田ITプラザ ANPR/秋田市中通4-4-4
- 秋田サービスセンタ/秋田市泉字登木233
- 大館サービスセンタ・大館ITプラザ/大館市字長倉91
- 横手サービスセンタ・横手ITプラザ/横手市大町6-16

## 沿革
ここでは、民営化以降のNTT東日本秋田支店の沿革についても記述する。
- 1985年（昭和60年）4月1日 - 民営化に伴い、NTT秋田電報電話局となる[1]。
- 1986年（昭和61年）
  - 9月1日 - 秋田地区にてキャプテンシステムの提供開始[2]。
  - 10月1日 - 秋田地区にてフリーダイヤルの提供開始[2]。
- 1989年（平成元年）
  - 4月1日 - NTT秋田支店に改称。
  - 10月1日 - ISDNサービスの提供開始[3]。
  - 11月18日 - アトリオン5階に「NTTショールーム Aダッシュ」を開設[3]。
- 1997年（平成9年）4月14日 - 秋田市と大館地区、本荘地区でOCNサービスを開始[4]。
- 1998年（平成10年）6月1日 - 秋田地域の市外局番が3ケタ化[5]。
- 1999年（平成11年）7月1日 - 会社分割により、NTT東日本秋田支店となる。
- 2000年（平成12年）11月30日 - 県内10支店・営業所を廃止[注 1]。
- 2001年（平成13年）
  - 6月1日 - 秋田市において「フレッツ・ADSL」の提供開始[6]。
  - 12月27日 - 株式会社エヌ・ティ・ティエムイー秋田が設立[7]。
- 2002年（平成14年）
  - 3月31日 - 秋田市八橋字下八橋にあった「NTT秋田体育館」を閉館[8]。
  - 4月1日 - 株式会社エヌ・ティ・ティサービス秋田、株式会社エヌ・ティ・ティビジネスアソシエ秋田が設立[7]。
  - 5月1日 - 秋田県内の都道県地域会社3社が業務開始[7]。
  - 8月26日 - 秋田市と由利本荘市（旧本荘市）の一部地域において「Bフレッツ」の提供開始[9]。
- 2003年（平成15年）
  - 3月10日 - エヌ・ティ・ティエムイー秋田にて「大館ITプラザ」を開設[10]。
  - 3月24日 - エヌ・ティ・ティエムイー秋田にて「横手ITプラザ」を開設[11]。
  - 4月19日 - NTTショールームがアトリオンからNTT東日本秋田支店2階に移転。「秋田ITプラザ ANPR」を開設[12]。
- 2005年（平成17年）7月1日 - 秋田県内の都道県地域会社3社が合併し、株式会社NTT東日本-秋田が設立。
- 2007年（平成19年）12月16日 - 秋田での電話事業100周年を記念し、秋田拠点センターアルヴェにて「秋田の電話100年記念イベント」を開催[13]。
- 2008年（平成20年）
  - 1月25日 - 秋田県内の「フレッツ光」が5万回線契約突破[14]。
  - 4月23日 - 社有車を利用した「子ども110番の車」を開始[15]。
  - 12月1日 - 秋田市の一部地域において「フレッツ 光ネクスト」の提供開始[16]。
- 2009年（平成21年）9月10日 - 有人ビルにおいて「子ども110番の家」を開始[17]。
- 2010年（平成22年）7月1日 - 「秋田ITプラザ ANPR」での電話料金の支払、電報の取次ぎ、テレホンカードの販売を終了する。
- 2011年（平成23年）
  - 2月27日 - 秋田県内の「フレッツ光」が10万回線契約突破[18]。
  - 3月4日 - 秋田ITプラザ ANPRにて「10万回線突破記念セレモニー」を実施[18]。
- 2012年（平成24年）
  - 3月22日 - 男鹿市とNTT東日本秋田支店との間で、津波警報発令時にNTT東日本男鹿電話交換所（NTT男鹿ビル）を津波避難ビルとして提供する協定書に調印[19]。
  - 6月29日 - 「NTT東日本秋田データセンター」の運用を開始[20]。
- 2014年（平成26年）7月1日 - 株式会社NTT東日本-青森、株式会社NTT東日本-岩手、株式会社NTT東日本-山形、株式会社NTT東日本-福島とともに、株式会社NTT東日本-宮城に吸収合併され、株式会社NTT東日本-東北となった[21]。
- 2016年（平成28年）1月29日 - この日をもって、「中通ITプラザ」を閉鎖。